# Fausto Gabriel Trávez Trávez
Fausto Gabriel Trávez Trávez O.F.M.' (Toacazo, 18 de março de 1941) é prelado equatoriano da Igreja Católica Romana. É membro da Ordem dos Frades Menores e arcebispo emérito de Quito, arquidiocese que governou entre 2010 e 2019. Anteriormente, foi vigário apostólico de Zamora (2003-2008) e bispo da Diocese de Babahoyo (2008-2010). Também foi presidente da Conferência Episcopal Equatoriana entre 2014 e 2017.

## Biografia
Dom Frei Fausto Gabriel Trávez Trávez ingressou na Ordem Franciscana (OFM), fez a profissão solene em 15 de outubro de 1965 e foi ordenado sacerdote em 12 de dezembro de 1970.
Em 1º de fevereiro de 2003, o Papa João Paulo II o nomeou vigário apostólico de Zamora no Equador e bispo titular de Sullectum. A consagração episcopal deu-lhe o núncio apostólico no Equador, Dom Alain Paul Charles Lebeaupin, em 15 de março do mesmo ano; Os co-consagrantes foram Dom Vicente Rodrigo Cisneros Durán, arcebispo de Cuenca, e Dom Frei Serafín Luis Alberto Cartagena Ocaña, OFM, vigário apostólico emérito de Zamora no Equador.
Em 27 de março de 2008, Dom Fausto foi nomeado bispo de Babahoyo e foi empossado em 24 de maio do mesmo ano.
Em 11 de setembro de 2010, foi nomeado arcebispo de Quito e empossado em 22 de outubro do mesmo ano.
Em maio de 2014, o arcebispo Trávez foi eleito presidente da Conferência Episcopal Ecuatoriana (CEE), sucedendo ao arcebispo Dom Antonio Arregui Yarza, para o período 2014-2017.
O Papa Francisco aceitou sua aposentadoria em 5 de abril de 2019.